# ماركوس كلارك
ماركوس كلارك (بالإنجليزية: Marcus Clarke)‏ هو كاتب وشاعر أسترالي، ولد في 24 أبريل 1846 في لندن في المملكة المتحدة، وتوفي في 2 أغسطس 1881 في ملبورن في أستراليا. ومن مؤلفاته كتاب العجوز والطريق.

## وصلات خارجية
- ماركوس كلارك على موقع الموسوعة البريطانية (الإنجليزية)